# Lamine Yamal
Lamine Yamal Nasraoui Ebana (ur. 13 lipca 2007 w Esplugues de Llobregat) – hiszpański piłkarz pochodzenia marokańsko-gwinejskiego, występujący na pozycji prawego skrzydłowego w hiszpańskim klubie FC Barcelona oraz w reprezentacji Hiszpanii. 
Zwycięzca Mistrzostw Europy 2024. Zdobywca Nagrody Kopa Trophy 2024.

## Kariera klubowa
W 2014 zaczął występować dla FC Barcelony, w której został wypatrzony jako jeden z najlepszych talentów La Masii. W sierpniu 2022 po wybraniu przez Xaviego zaczął trenować z seniorskim zespołem. 29 kwietnia 2023 zadebiutował w seniorskiej drużynie, zmieniając Gaviego w 83. minucie w meczu Primera División z Realem Betis (4:0). Debiutował w wieku 15 lat, 9 miesięcy i 16 dni, zostając najmłodszym piłkarzem w historii klubu. 
19 września zadebiutował w Lidze Mistrzów UEFA w wygranym 5:0 meczu z Royalem Antwerp, stając się drugim najmłodszym zawodnikiem w historii rozgrywek, za Youssoufem Moukoko. 2 października przedłużył kontrakt z Barceloną do 30 czerwca 2026, w którym zawarto klauzulę odstępnego wartą miliard euro. Dwa dni później, występując w wyjściowym składzie w meczu Ligi Mistrzów przeciwko Porto, Yamal stał się najmłodszym zawodnikiem w historii, który wystąpił od pierwszej minuty spotkania. Pobił tym samym o trzy dni rekord Celestine Babayaro z 1994. 8 października strzelił debiutancką bramkę dla Barcelony w meczu z Granadą (2:2). Stał się tym samym najmłodszym piłkarzem w historii, który zdobył bramkę dla Barcelony oraz najmłodszym piłkarzem w historii, który zanotował trafienie w Primera División, bijąc rekord odpowiednio Ansu Fatiego oraz Fabrice Olingi.

## Kariera reprezentacyjna
W 2021 zadebiutował w reprezentacji Hiszpanii U-15. W maju 2023 poinformowano, że Yamal rozważa reprezentowanie Maroka. Wybrał jednak reprezentację Hiszpanii, w której zadebiutował 8 września 2023 i strzelając bramkę w wygranym 7:1 meczu z kadrą Gruzji stał się jednocześnie najmłodszym piłkarzem z golem w historii hiszpańskiej kadry narodowej. Dokonał tego mając 16 lat i 57 dni. 9 lipca 2024 w półfinale Mistrzostw Europy 2024 w Niemczech zdobył gola dla Hiszpanii przeciwko Francji, uderzając zza pola karnego i tym samym stał się najmłodszym strzelcem w historii Euro, cztery dni przed swoimi 17. urodzinami i ponad rok młodszy od poprzedniego rekordzisty Johana Vonlanthena.14 lipca 2024 w finale Mistrzostw Europy 2024 zagrał w wyjściowym składzie wygranym 2:1 przeciwko Anglii, uczyniło go najmłodszym piłkarzem, który wygrał Mistrzostwa Europy, a także asystował skrzydłowemu Nico Williamsowi przy pierwszej bramce dla Hiszpanii w finale, stając się tym samym najmłodszym piłkarzem, który miał udział w strzelaniu gola w finale mistrzowskiego turnieju. Został wybrany najlepszym młodym piłkarzem turnieju.

## Statystyki

### Klubowe
| FC Barcelona Atlètic | 2022/2023          | Primera Federación | 1  | 0  | 0  | – | – | – | 0  | 0 | 0 | 2 | 0 | 0 | 3   | 0  | 0  |
| FC Barcelona Atlètic | Ogólnie            | Ogólnie            | 1  | 0  | 0  | 0 | 0 | 0 | 0  | 0 | 0 | 2 | 0 | 0 | 3   | 0  | 0  |
| FC Barcelona         | 2022/2023          | Primera División   | 1  | 0  | 0  | 0 | 0 | 0 | 0  | 0 | 0 | 0 | 0 | 0 | 1   | 0  | 0  |
| FC Barcelona         | 2023/2024          | Primera División   | 37 | 5  | 5  | 1 | 1 | 0 | 10 | 0 | 2 | 2 | 1 | 0 | 50  | 7  | 7  |
| FC Barcelona         | 2024/2025          | Primera División   | 32 | 7  | 12 | 5 | 2 | 5 | 13 | 5 | 3 | 2 | 2 | 0 | 52  | 16 | 20 |
| FC Barcelona         | Ogólnie            | Ogólnie            | 73 | 12 | 17 | 6 | 3 | 5 | 23 | 5 | 5 | 4 | 3 | 0 | 106 | 23 | 27 |
| Ogólnie w karierze   | Ogólnie w karierze | Ogólnie w karierze | 74 | 12 | 17 | 6 | 3 | 5 | 23 | 5 | 5 | 6 | 3 | 0 | 109 | 23 | 27 |

### Gole w piłce klubowej
| Szczegółowe informacje o golach (stan na 30.04.2025) | Szczegółowe informacje o golach (stan na 30.04.2025) | Szczegółowe informacje o golach (stan na 30.04.2025) | Szczegółowe informacje o golach (stan na 30.04.2025) | Szczegółowe informacje o golach (stan na 30.04.2025) | Szczegółowe informacje o golach (stan na 30.04.2025) | Szczegółowe informacje o golach (stan na 30.04.2025) | Szczegółowe informacje o golach (stan na 30.04.2025) |
| Lp.                                                  | Data                                                 | Miejsce                                              | Klub                                                 | Przeciwnik                                           | Gol                                                  | Wynik                                                | Rozgrywki                                            |
| ---------------------------------------------------- | ---------------------------------------------------- | ---------------------------------------------------- | ---------------------------------------------------- | ---------------------------------------------------- | ---------------------------------------------------- | ---------------------------------------------------- | ---------------------------------------------------- |
| 1.                                                   | 8 października 2023                                  | Granada, Hiszpania                                   | FC Barcelona                                         | Granada CF                                           | 2 – 1                                                | 2 – 2                                                | Primera División                                     |
| 2.                                                   | 11 stycznia 2024                                     | Rijad, Arabia Saudyjska                              | FC Barcelona                                         | CA Osasuna                                           | 2 – 0                                                | 2 – 0                                                | Superpuchar Hiszpanii                                |
| 3.                                                   | 24 stycznia 2024                                     | Bilbao, Hiszpania                                    | FC Barcelona                                         | Athletic Bilbao                                      | 1– 2                                                 | 4 – 2                                                | Puchar Króla                                         |
| 4. 5.                                                | 11 lutego 2024                                       | Barcelona, Hiszpania                                 | FC Barcelona                                         | Athletic Bilbao                                      | 1 – 0 3 – 3                                          | 3 – 3                                                | Primera División                                     |
| 6.                                                   | 8 marca 2024                                         | Barcelona, Hiszpania                                 | FC Barcelona                                         | RCD Mallorca                                         | 1 – 0                                                | 1 – 0                                                | Primera División                                     |
| 7.                                                   | 13 maja 2025                                         | Barcelona, Hiszpania                                 | FC Barcelona                                         | Real Sociedad                                        | 1 – 0                                                | 2 – 0                                                | Primera División                                     |
| 8.                                                   | 24 sierpnia 2024                                     | Barcelona, Hiszpania                                 | FC Barcelona                                         | Athletic Bilbao                                      | 1 – 0                                                | 2 – 1                                                | Primera División                                     |
| 9. 10.                                               | 15 września 2024                                     | Girona, Hiszpania                                    | FC Barcelona                                         | Girona FC                                            | 0 – 1 0 –2                                           | 1 – 4                                                | Primera División                                     |
| 11.                                                  | 19 września 2024                                     | Barcelona, Hiszpania                                 | FC Barcelona                                         | AS Monaco FC                                         | 1 – 1                                                | 1 – 2                                                | Liga Mistrzów UEFA                                   |
| 12.                                                  | 28 września 2024                                     | Pampeluna, Hiszpania                                 | FC Barcelona                                         | CA Osasuna                                           | 4 – 2                                                | 4 – 2                                                | Primera División                                     |
| 13.                                                  | 26 października 2024                                 | Madryt, Hiszpania                                    | FC Barcelona                                         | Real Madryt                                          | 0 – 3                                                | 0 – 4                                                | Primera División                                     |
| 14.                                                  | 8 stycznia 2025                                      | Dżedda, Arabia Saudyjska                             | FC Barcelona                                         | Athletic Bilbao                                      | 0 – 2                                                | 0 – 2                                                | Superpuchar Hiszpanii                                |
| 15.                                                  | 8 stycznia 2025                                      | Dżedda, Arabia Saudyjska                             | FC Barcelona                                         | Real Madryt                                          | 1 – 1                                                | 2 – 5                                                | Superpuchar Hiszpanii                                |
| 16.                                                  | 15 stycznia 2025                                     | Barcelona, Hiszpania                                 | FC Barcelona                                         | Real Betis                                           | 5 – 0                                                | 5 – 0                                                | Puchar Króla                                         |
| 17.                                                  | 29 stycznia 2025                                     | Barcelona, Hiszpania                                 | FC Barcelona                                         | Atalanta BC                                          | 1 – 0                                                | 2 – 2                                                | Liga Mistrzów UEFA                                   |
| 18.                                                  | 6 lutego 2025                                        | Walencja, Hiszpania                                  | FC Barcelona                                         | Valencia CF                                          | 0 – 5                                                | 0 – 5                                                | Puchar Króla                                         |
| 19.                                                  | 11 marca 2025                                        | Barcelona, Hiszpania                                 | FC Barcelona                                         | SL Benfica                                           | 2 – 1                                                | 3 – 1                                                | Liga Mistrzów UEFA                                   |
| 20.                                                  | 16 marca 2025                                        | Madryt, Hiszpania                                    | FC Barcelona                                         | Atlético Madryt                                      | 2 – 3                                                | 2 – 4                                                | Primera División                                     |
| 21.                                                  | 9 kwietnia 2025                                      | Barcelona, Hiszpania                                 | FC Barcelona                                         | Borussia Dortmund                                    | 4 – 0                                                | 4– 0                                                 | Liga Mistrzów UEFA                                   |
| 22.                                                  | 30 kwietnia 2025                                     | Barcelona, Hiszpania                                 | FC Barcelona                                         | Inter Mediolan                                       | 1 – 2                                                | 3 – 3                                                | Liga Mistrzów UEFA                                   |

### Reprezentacyjne
| Hiszpania |                   |                   |                   |                          |                          |                          |                    |                    |                    |                   |                   |                   |         |         |         |
| Rok       | Mecze towarzyskie | Mecze towarzyskie | Mecze towarzyskie | El. do Mistrzostw Europy | El. do Mistrzostw Europy | El. do Mistrzostw Europy | Mistrzostwa Europy | Mistrzostwa Europy | Mistrzostwa Europy | Liga Narodów UEFA | Liga Narodów UEFA | Liga Narodów UEFA | Ogólnie | Ogólnie | Ogólnie |
| Rok       | Mecze             | Bramki            | Asysty            | Mecze                    | Bramki                   | Asysty                   | Mecze              | Bramki             | Asysty             | Mecze             | Bramki            | Asysty            | Mecze   | Bramki  | Asysty  |
| 2023      | –                 | –                 | –                 | 4                        | 2                        | 0                        | –                  | –                  | –                  | –                 | –                 | –                 | 4       | 2       | 0       |
| 2024      | 3                 | 0                 | 3                 | –                        | –                        | –                        | 7                  | 1                  | 4                  | 3                 | 0                 | 1                 | 13      | 1       | 8       |
| 2025      | –                 | –                 | –                 | –                        | –                        | –                        | –                  | –                  | –                  | 2                 | 1                 | 0                 | 2       | 1       | 0       |
| Ogólnie   | 3                 | 0                 | 3                 | 4                        | 2                        | 0                        | 7                  | 1                  | 4                  | 5                 | 1                 | 1                 | 19      | 4       | 8       |

### Gole w reprezentacji
| Szczegółowe informacje o golach (stan na 23.03.2025) | Szczegółowe informacje o golach (stan na 23.03.2025) | Szczegółowe informacje o golach (stan na 23.03.2025) | Szczegółowe informacje o golach (stan na 23.03.2025) | Szczegółowe informacje o golach (stan na 23.03.2025) | Szczegółowe informacje o golach (stan na 23.03.2025) | Szczegółowe informacje o golach (stan na 23.03.2025) |                         |
| Lp.                                                  | Data                                                 | Miejsce                                              | Przeciwnik                                           | Gol                                                  | Wynik                                                | Rozgrywki                                            |                         |
| ---------------------------------------------------- | ---------------------------------------------------- | ---------------------------------------------------- | ---------------------------------------------------- | ---------------------------------------------------- | ---------------------------------------------------- | ---------------------------------------------------- | ----------------------- |
| 1.                                                   | 8 września 2023                                      | Tbilisi Gruzja                                       | Gruzja                                               | 1 – 7                                                | 1 – 7                                                | Eliminacje do Mistrzostw Europy 2024                 |                         |
| 2.                                                   | 16 listopada 2023                                    | Kolossi, Cypr                                        | Cypr                                                 | 0 – 1                                                | 1 – 3                                                | Eliminacje do Mistrzostw Europy 2024                 |                         |
| 3.                                                   | 9 lipca 2024                                         | Monachium, Niemcy                                    | Francja                                              | 1 – 1                                                | 2 – 1                                                | Eliminacje do Mistrzostw Europy 2024                 | Mistrzostwa Europy 2024 |
| 4.                                                   | 23 marca 2025                                        | Walencja, Hiszpania                                  | Holandia                                             | 3 – 2                                                | 3 – 3                                                | Liga Narodów UEFA (2024/2025)                        |                         |

### FC Barcelona
- Mistrzostwo Hiszpanii: 2022/2023, 2024/2025
- Superpuchar Hiszpanii: 2022/2023, 2024/2025
- Puchar Króla: 2024/2025

### Reprezentacyjne
- Mistrzostwo Europy: 2024

### Indywidualne
- Kopa Trophy: 2024
- Golden Boy: 2024

### Wyróżnienia
- Najlepszy młody piłkarz Mistrzostw Europy: 2024
- Najmłodszy piłkarz Mistrzostw Europy 2024
- Najlepszy piłkarz u23 La Liga: 2023/2024[16], 2024/2025[17]

### Rekordy
- Najmłodszy zwycięzca oraz zdobywca nagrody najlepszego młodego piłkarza w historii Mistrzostw Europy: 17 lat i 1 dzień
- Najwięcej asyst w jednej edycji Mistrzostw Europy: 4[18]
- Najmłodszy strzelec bramki w historii Mistrzostw Europy: 16 lat i 362 dni
- Najmłodszy piłkarz który wystąpił na Mistrzostwach Europy: 16 lat i 338 dni
- Najmłodszy piłkarz który wystąpił w fazie pucharowej Mistrzostw Europy: 16 lat i 353 dni
- Najmłodszy piłkarz który wystąpił w finale Mistrzostw Europy: 17 lat i 1 dzień